# Caisson
En caisson er en nedsænket kasse, der giver mulighed for at arbejde i forholdsvist tørre omgivelser på havbunden eller virke som fundament. Der findes fire typer af caissons: Boks caissonen, den åbne caissons, overtryks caissonen og monolitten.

## Overtryks caissonens opbygning
En overtryks caisson er opbygget omkring en kasse uden bund. Kassen sænkes trykkes ned på bunden med vægte der anbringes på toppen, samtidigt med at luft blæses ind i kassen. Denne type caisson er den mest komplicerede, da den i modsætning til de øvrige typer er et "værktøj".
På tegningen kan ses følgende komponenter:
- En kompressor: På toppen af caissonen (eller på en pram, et skib eller nærtliggende land) anbringes en kompressor, der suger luft ind fra omgivelserne, og trykker det op til det tryk, som der er på havbunden og så lidt mere. På 10 meter er der f.eks. 2 atmosfæres; svarende til 2,0265 bar. Der ud over skabes et lille overtryk, så for en kasse hvor "arbejdsgulvet" er på 10 meter, trykkes der luft ind med 2,1 bar.
- En (eller flere) indblæsninger hvor den friske luft trykkes ind. Ud over indblæsningen kan caissonen også være udstyret med en overtryks-ventil, der lukker luft ud såfremt trykket i caissonen bliver for højt; ellers reguleres dette gennem luftslusen.
- Personelevator med luftsluse, ved hjælp af kurve eller hejses personel op og ned i caissonen. I toppen er en luftsluse, hvor personel bevæger sig ind og ud. Luftslusen kan også bruges til trykregulering og som udblæsning for caissonen.
- Muck-brønde eller MUCK-brønde. Ordet muck er en sammenskrivning af de to engelske ord mud (mudder) og rock (sten). Brønden bruges til at aflevere udgravet mudder, sten m.m. I selve brønden er der vand som holdes i balance af trykket i caissonen. I brønden kan der være en snegl eller en hejse-mekanisme (f.eks. kran med spand) til at bortfjerne det udgravede materiale.

Der ud over vil caissonen oftest været udstyret med lys og kommunikation m.m.

## De øvrige typer
- Boks caissonen er en kasse med bund og sider. Den vil typisk blive brugt som en del af fundamentet i broer o.l., og vil blive slæbt, bugseret eller transporteret på en pram ud til byggestedet. Her vil den blive forankret til bunden og dernæst fyldt op med cement. Ved hjælp af forankringen styres den ned på bunden hvor den udgør en stabil platform.
- Den åbne caisson er blot fire sider. De fire sider trykkes ned i en blød bund og caissonen tømmes for vand ved hjælp af pumper. Denne type caisson anvendes kun på relativt lave dybder; f.eks. til arkæologiske udgravninger.
- Monolitten er af samme opbygning som den åbne caisson, blot væsentligt større.

## Caissons-syndromet
Caissoner kan spores lang tid tilbage, men mest kendt er deres anvendelse ved bygningen af Brooklyn Bridge i den amerikanske by New York. Under bygningen af broen døde en del arbejdere af en ukendt sygdom. I første omgang blev sygdommen tilskrevet selve det at arbejde i caissonerne, men mod slutningen af bygningen fandtes den præcise årsag: Når arbejderne steg op fra caissonerne gik det ret stærkt; det hurtige trykfald medførte at arbejderne risikerede luftbobler i fedtvævet og blodårer på grund af den hurtige dekompression. I dag er sygdommen velkendt hos især dykkere som trykfaldssyge.